# Thelypteris killipii
Thelypteris killipii là một loài dương xỉ trong họ Thelypteridaceae. Loài này được A.R. Sm. & Lellinger mô tả khoa học đầu tiên năm 1985.